# Remington 1865/1867/1871
Les Remington 1865/1867/1871 sont des pistolets monocoup produits par la firme Remington Arms à des fins militaires. Ils ont le même mécanisme que le fusil Remington Rolling Block.

## Technique
Il fonctionne selon un système de culasse mobile à mouvement rétrograde. La monture est en bois et toutes les pièces sont en acier. La visée est fixe. La détente est encastrée (M1865) puis protégée par un pontet (modèles suivant).

## Variantes
- M1865 Navy : modèle original. Munition à percussion annulaire L'US Navy en commanda 500.
- M1867 Navy : Amélioration par un canon raccourci et l'adoption d'une munition à percussion centrale. Vente de 7 000 armes de 1867 à 1875. Fut acheté par l'armée française durant la Guerre franco-prussienne de 1870-1871
- M1871 Army : Modèle définitif. Version à canon long du M1867. Produit de 1872 à 1898. 6 000 armes produites dont une partie pour l'US Army.

## Données numériques
M1865
- Munition : .50-103 annulaire
- Encombrement (longueur totale/masse à vide) : 33 cm/1,02 kg
- Canon de : 21,6 cm
- Capacité : 1 cartouche

M1867
- Munition : .50-103 percussion centrale
- Encombrement (longueur totale/masse à vide) : 30 cm/0,910 kg
- Canon de : 18 cm
- Capacité : 1 cartouche

M1871
- Munition : .50-103 percussion centrale
- Encombrement (longueur totale/masse à vide) : 31,6 cm/0,99 kg
- Canon de : 20 cm
- Capacité : 1 cartouche